# Léon-François Comerre

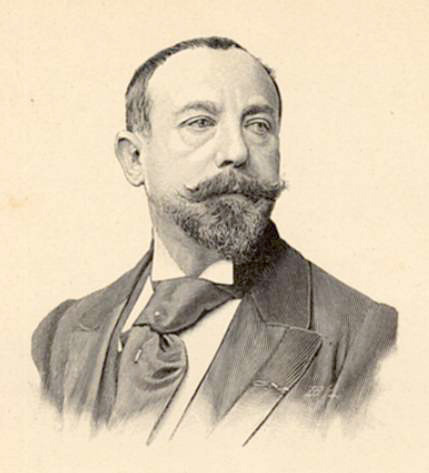
Léon-François Comerre
(undatiert)

Léon-François Comerre (* 10. Oktober 1850 in Trélon, Nord-Pas-de-Calais,  Frankreich; † 1916 in Le Vésinet) war ein französischer akademischer Maler des Symbolismus. Er war der Onkel von Albert Gleizes.
Comerre studierte Kunst in Lille und an der École des Beaux-Arts in Paris. Der Maler Alexandre Cabanel (1823–1889) machte ihn mit dem Orientalismus bekannt. Comerres befasste sich mit der Porträtmalerei, Bildnissen von Odalisken sowie mythologischen und geschichtlichen Szenen, die sich stilistisch wie thematisch an einem verklärten Symbolismus und den Präraffaeliten orientieren.
Zwischen 1874 und 1875 hatte er Ausstellungen im Pariser Salon. 1875 gewann er den Prix de Rome für sein Bild L’Annonce aux bergers. In den Folgejahren lebte er in London, wo er an der Royal Academy of Arts ausstellte. Außerdem war er am Royal Glasgow Institute of the Fine Arts in Glasgow vertreten.

## Werke(Auswahl)

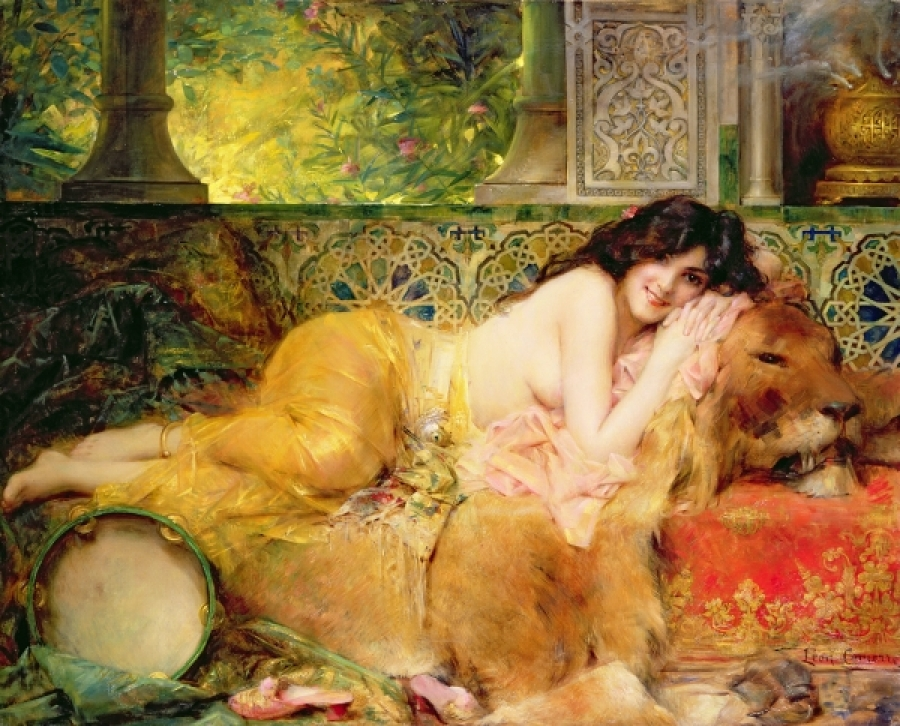
Haifa (undatiert)
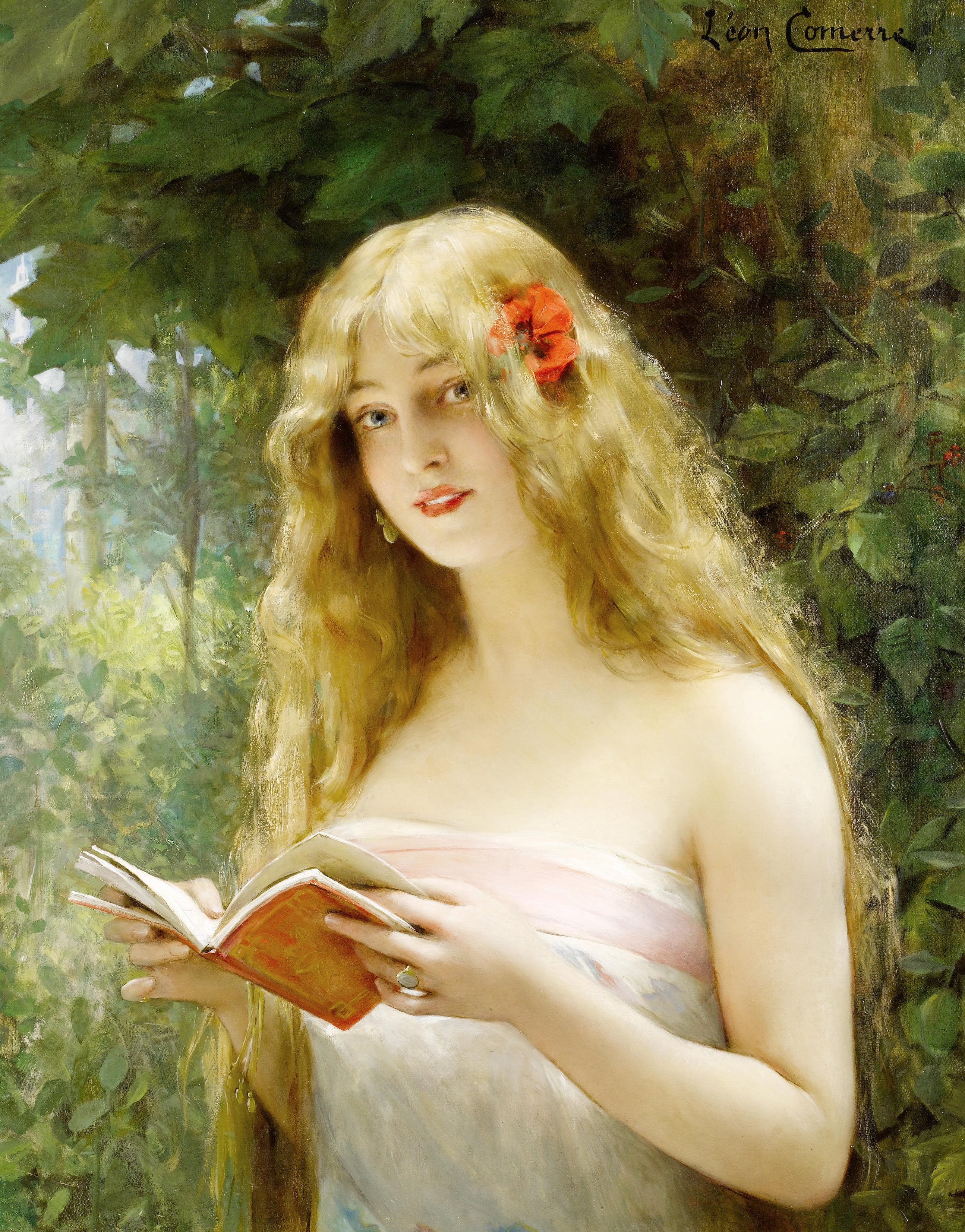
La belle liseuse (undatiert)
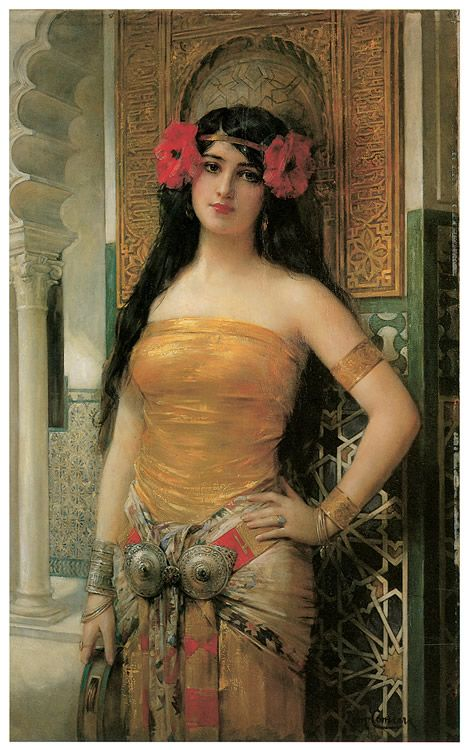
L’Odalisque au tambourin (undatiert)